# 阿迪朗达克山脉
阿迪朗達克山脈（英語：Adirondack Mountains，/ædəˈrɒndæk/; ad-ə-RON-dak）是美國紐約州東北部的一處山地，位於聖羅倫斯河（北）、莫華克河谷（南）、安大略湖（西）和尚普蘭湖－喬治湖（東）之間。最高點為馬西山，是紐約州的第一高峰。
一般被視為阿巴拉契亞山脈的一部分，但地質上與勞倫琴山更相似。
阿迪朗達克山脈是紐約市區富豪的鄉間渡假勝地，知名的國家歷史建築群阿迪朗達克建築由許多大營別墅組成，其中多數是鍍金時代億萬富翁、被蔑稱為強盜男爵的鉅富以及華爾街金融大鱷的避暑山莊。